# Andocs, Somogy
Andocs  este un sat în districtul Tab, județul Somogy, Ungaria, având o populație de 1.110 locuitori (2011). 

## Demografie
Componența etnică a satului Andocs
     Maghiari (97,19%)
     Germani (1,75%)
     Romi (1,05%)
Componența confesională a satului Andocs
     Fără religie (3,51%)
     Reformați (2,25%)
     Luterani (1,08%)
     Necunoscută (93,15%)
     Alte religii (0,36%)
Conform recensământului din 2011, satul Andocs avea 1.110 locuitori. Din punct de vedere etnic, majoritatea locuitorilor (97,19%) erau maghiari, existând și minorități de germani (1,75%) și romi (1,05%). Nu există o religie majoritară, locuitorii fiind persoane fără religie (3,51%), reformați (2,25%) și luterani (1,08%). Pentru 93,15% din locuitori nu este cunoscută apartenența confesională.